# 南美裂齒脂鯉
南美裂齒脂鯉，為輻鰭魚綱脂鯉目脂鯉亞目上口脂鯉科的其中一個種，分布於南美洲巴西Laguna dos Patos流域，體長可達25公分，棲息在植被生長茂盛的水域，生活習性不明。